# إدين مويتشين
إدين مويتشين (مواليد 14 يناير 1970) هو لاعب كرة قدم. يلعب مع منتخب البوسنة والهرسك لكرة القدم منذ عام 1997.

## وصلات خارجية
- إدين مويتشين على موقع الاتحاد الدولي (مؤرشف)  (الإنجليزية)
- إدين مويتشين على موقع رابطة كرة القدم اليابانية للمحترفين (اليابانية)
- إدين مويتشين على موقع قاعدة بيانات كرة القدم.إي يو (الإنجليزية)
- إدين مويتشين على موقع ناشيونال فوتبول تيمز (الإنجليزية)
- إدين مويتشين على موقع Soccerway.com (الإنجليزية)
- إدين مويتشين على موقع عالم كرة القدم.نت (الإنجليزية)
- National Football Teams